# Joaquim Arater i Clos
Joaquim Arater i Clos (Figueres, 12 de juliol de 1910 - Serra de Cavalls, setembre de 1938) fou un futbolista català de la dècada de 1930.

## Trajectòria
Després de jugar Emporium Figueres (1925-27) i a la US Figueres, durant la temporada 1929-30 defensà els colors del Patria de Saragossa. A continuació jugà una temporada amb l'Athletic de Madrid i el 1931 fitxà pel RCD Espanyol. El club cercava reforçar la defensa davant la marxa de Ricardo Saprissa a Amèrica, i inicialment Arater fou suplent de Casto Moliné, refermant-se posteriorment a la titularitat. En quatre temporades al club disputà 64 partits de lliga i 19 de copa i guanyà un Campionat de Catalunya (1932-33). Acabà la seva carrera al Llevant FC on jugà fins a la Guerra Civil, guanyant la Copa de l'Espanya Lliure.
Va morir el setembre de 1938 a la Serra de Cavalls, al Front de l'Ebre, durant la Guerra Civil espanyola.

## Palmarès
- Campionat de Catalunya de futbol:
  - 1932-33
- Copa de l'Espanya Lliure:
  - 1937